# レゾナンス:無限号列車
『レゾナンス：無限号列車』（簡体字中国語: 雷索纳斯、繁体字中国語: 雷索納斯）は、中国のゲームメーカーGAMEDUCHY LIMITEDによって開発・運営されるスマートフォンおよび『DMM GAMES』プラットフォーム上で配信されているゲーム。
2024年2月29日に中国大陸で、同年9月19日に香港・マカオ・台湾でサービスが開始された。日本国内では2024年10月17日にサービスが開始された。

## 世界観
列車・無限号（エターナル号）の車掌として、荒廃した世界を旅する。

### 用語集
車掌
本作の主人公にしてプレイヤー。陣営「コロンバ商会」に車掌として所属する。
環大陸鉄路同盟
鉄道路線の管理権限を持っている。鉄道の敷設、保安などの業務を担当する同盟組織。略称は、「鉄路同盟」。

## メディア展開
ショートアニメーション
YouTubeにて公開されているショートサイズのアニメーション作品。
『車掌の1日』各話リスト（ショートアニメーション）
| 話数 | タイトル  | 日本での公開日 |
| ---- | --------- | -------------- |
| 予告 | 車掌の1日 | 2024年 9月7日  |
| 1話  | 車掌の1日 | 9月14日        |
| 2話  | 車掌の1日 | 9月24日        |

## 沿革
2024年
- 2月29日 - 中国大陸にてサービスを開始。
- 9月19日 - 香港・マカオ・台湾にてサービスを開始。
- 10月15日 - マジンガーZとのコラボを発表。
- 10月16日 - 事前ダウンロードを開始。
- 10月17日 
 - 日本国内にてサービスを開始。
 - AppStoreの無料ダウンロードランキングで1位を獲得。